# Brezov
Brezov (węg. Nyírjes) – wieś gminna (obec) na Słowacji w kraju preszowskim, powiecie Bardejów. Brezov położony jest w historycznym kraju Szarysz na szlaku handlowym z Węgier do Polski. Pierwsze wzmianki o wsi pochodzą z roku 1335.